# 4698 Жизера
4698 Жизера (4698 Jizera) — астероїд головного поясу, відкритий 4 вересня 1986 року.
Тіссеранів параметр щодо Юпітера — 3,642.